# Daniel N. Paul
Daniel Nicholas Paul, (5 de dezembro de 1938 - 27 de junho de 2023) foi um ancião canadense Miꞌkmaq, autor, colunista e ativista de direitos humanos. Paul era talvez mais conhecido como o autor do livro We Were Not the Savages . Paul afirma que este livro é a primeira história desse tipo já escrita por um cidadão das Primeiras Nações .  O livro é visto como uma importante contribuição ao movimento indígena norte-americano . Um escritor afirmou: "É uma versão canadense do best-seller de Dee Brown Bury My Heart at Wounded Knee e, como tal, serviu a um propósito valioso em aumentar a consciência pública sobre a história, identidade e cultura de Miꞌkmaq."
Entre seus muitos prêmios, Paul foi conferido com a Ordem da Nova Escócia (ONS) em 2002 e nomeado Membro da Ordem do Canadá (CM) em 2005. Recebeu da Université Sainte-Anne o título honorário de Doutor em Letras (1997).  Ele se formou em direito honorário pela Dalhousie University (2013) e recebeu o prêmio Grand Chief Donald Marshall Memorial Elder (2007). Ele afirma: "Entre as honras mais apreciadas que recebi durante minha carreira estão dezenas de pequenos itens, penas de águia, bolsas de tabaco, cartas, canecas, etc., dados e enviados a mim por alunos como agradecimento por ajudá-los entender melhor a importância de conceder dignidade e respeito a todos os povos." </link> Durante sua carreira ativa, ele visitou e deu palestras na maioria das escolas secundárias, escolas secundárias e escolas primárias na Nova Escócia, várias fora da província, todas as universidades nos Maritimes e em muitos outros lugares no Canadá e nos Estados Unidos Estados. Seu irmão Lawrence Paul é o ex-chefe de longa data da Millbrook First Nation (1984–2012).

## Vida
Antes do nascimento de Paul, seus pais Sarah Agnes, nascida Noel, e William Gabriel foram realocados de Saint John, New Brunswick, para Indian Brook 14, Nova Escócia. Paul nasceu em 5 de dezembro de 1938, em Indian Brook, como o décimo primeiro de quatorze filhos. Durante a infância, ganhou dinheiro com a venda do Star Weekly, Liberty Magazine, sementes e cartões comemorativos, e pintou o interior das casas. Ele se casou com o amor de sua vida, Victoria (Pat) Oakley, e teve três filhos.Paul frequentou a Indian Day School na Shubenacadie Indian Reserve até a oitava série. Ele saiu de casa para Boston quando tinha quatorze anos e ficou cara a cara com as esquisitices da vida na cidade grande pela primeira vez. Ele ri das primeiras lembranças da aventura, dando bom dia a todos que encontrava na rua e ficando fascinado pelas mendigos (mulheres idosas que viviam nas ruas com seus pertences em sacolas de compras). Ele voltou para a Nova Escócia em 1960 para frequentar o Success Business College em Truro . Ele foi principalmente autodidata e afirmou que tinha pelo menos um mestrado da University of Life, possivelmente um Ph.D.
O site pessoal de Paul lista suas ocupações desde os 22 anos, começando como escriturário em 1961 e empregado pelo Departamento Canadense de Assuntos Indígenas de 1971 a 1986. De 1981 a 1986, ele foi Superintendente de Terras, Receitas, Fundos e Requisitos Estatutários do Departamento da Nova Escócia.
Ativista comunitário, ele foi o Diretor Executivo fundador da Confederação de Mainland Micmacs (CMM) de 1986 a 1994 e, enquanto ocupava esse cargo, iniciou a arrecadação de fundos para um novo centro comunitário para o Indian Brook Reserve e fundou e publicou o Micmac/Maliseet Notícias das Nações . Além das funções de publicação, ele inicialmente escreveu editoriais para o jornal e grande parte de sua cópia. Durante seu mandato na CMM, Paul também iniciou um fundo fiduciário para a Confederação, que apoiaria o financiamento de questões legais para as seis bandas associadas à organização. Sua liderança ajudou a resolver a reivindicação do tratado de 170 anos da Afton Band sobre a antiga propriedade de Summerside.  Além disso, ele trabalhou para resolver reivindicações de terras para a Pictou Landing Band. Ele atuou na Comissão de Direitos Humanos da Nova Escócia e na Força-Tarefa de Reestruturação do Tribunal do Departamento de Justiça da Nova Escócia, entre outras comissões provinciais, como juiz de paz da província e foi membro do Conselho de Revisão da Polícia da Nova Escócia por mais de 20 anos. Ele também escreveu artigos de opinião quinzenais para o jornal Halifax Chronicle Herald .
Em 14 de janeiro de 2000, ele recebeu um prêmio do milênio da cidade de Halifax por suas contribuições. Em 2001, Paul esteve envolvido com um documentário da CBC intitulado Growing Up Native e em Expulsion and the Bounty Hunter da Bear Paw Productions (Eastern Tide).
Paul morreu de câncer em 27 de junho de 2023, aos 84 anos

## Autor
Paul escreveu numerosos artigos em jornais e revistas acadêmicas. Ele escreveu capítulos para vários livros - duas edições do Mi'kmaq Anthology, Dawnland Voices, Living Treaties, Nova Scotia - Visions of the Future e Power and Resistance . Seu romance Chief Lightning Bolt foi publicado em 2017, assim como sua biografia por Jon Tattrie. Sua obra mais conhecida é We Were Not the Savages, que já está em sua quarta edição. Paul é crítico dos relatos históricos coloniais do povo Mi'kmaq:
"Por causa de sua crença de que as civilizações européias eram superiores e, portanto, todas as outras eram inferiores ou selvagens, esses escritores relataram as práticas superiores de direitos humanos da civilização ameríndia como se fossem anormais. Mais tarde, usando esses registros tendenciosos como evangelho, muitos autores brancos escreveram obras sobre a civilização Mi'kmaq que não apresentam um quadro verdadeiro. Seus esforços provavelmente foram feitos com sinceridade e honestidade, mas muitos, se não todos, falham em dois aspectos: eles ignoram a perspectiva Mi'kmaq sobre a civilização e falham em perceber que os valores das duas culturas eram, na maioria dos casos, completamente opostos. . . Autores mais contemporâneos que escreveram sobre civilizações ameríndias também usaram padrões europeus para avaliar os méritos relativos dessas culturas. Assim, seus esforços são falhos."
O historiador pós-colonial Geoffrey Plank escreveu:
"We Were Not the Savages é único, em escopo cronológico e na história que conta, cobrindo os últimos três séculos da história de Mi'kmaq em detalhes. Antes da publicação deste livro [em 1993], era comum os historiadores minimizarem ou mesmo negarem a violência infligida ao povo Mi'kmaq pelos colonizadores europeus e euro-americanos . Este trabalho, mais do que qualquer outra peça de produção acadêmica, afastou esse consenso de uma vez. Os preços do couro cabeludo são agora reconhecidos como um problema histórico digno de investigação. Finalmente, é importante reconhecer que temos muito poucas histórias escritas por autores nativos americanos - muito poucas, de fato, que cobrem um período de tempo tão extenso quanto este livro."

Muitos historiadores pós-coloniais, como Thomas Naylor, aplaudem os esforços de Paul para tornar visíveis os danos causados ao povo Mi'kmaq pelos colonizadores europeus. Naylor escreveu:

" We Were Not the Savages, de Daniel N. Paul, é um relato brilhante e doloroso de como os Mi'kmaqs foram tratados pelos europeus. Quando o Canadá e os Estados Unidos começarão a pagar reparações aos Mi'kmaqs e outras tribos pelo que fizemos a eles ao longo dos séculos? Daniel Paul faz um argumento convincente de que a hora é agora! É uma leitura repleta de fatos que deixará os norte-americanos descendentes de europeus muito desconfortáveis. Recomendo vivamente."

## Controvérsia
As afirmações de Paulo em suas publicações causaram polêmica com vários estudiosos da história colonial. Junto com Paul, a maioria dos estudiosos contemporâneos do período colonial na Nova Escócia documentam os meios ilegais pelos quais as autoridades coloniais na Nova Escócia confiscaram as terras dos Mi'kmaq e outras tribos das Primeiras Nações. O trabalho desses estudiosos tem sido usado para abordar questões de reparação legal. Também há um acordo entre os historiadores de que recompensas foram colocadas nas tribos das Primeiras Nações durante o período de guerra de fronteira durante a colonização, incluindo o povo Mi'kmaq. As obras de Paul foram citadas como um fator-chave para destacar a história das proclamações de recompensas contra as tribos aborígines. Em We Were Not the Savages, Paul descreve a história do uso de proclamações de escalpelamento pelos governadores da Nova Inglaterra e da Nova Escócia contra os Mi'kmaq. Ele cita especificamente a proclamação do escalpelamento do governador de Massachusetts, William Shirley, em 1744, a de Cornwallis em 1749 e a do governador da Nova Escócia, Charles Lawrence, em 1756. Ele também afirma que há evidências de que alguns Mi'kmaq foram alvejados já na proclamação de escalpelamento do governador de Massachusetts em 1694.
Praticamente todos os historiadores concordam que durante as guerras de fronteira, recompensas foram colocadas no Mi'kmaq, com colonos que trouxeram escalpos sendo compensados financeiramente por isso. Em contraste com esses estudiosos, no entanto, Paul afirma que os líderes Mi'kmaq não empregaram tais táticas contra os colonos em defesa de suas terras tradicionais. Ele afirma que o renegado Mi'kmaq que participou de tais "crimes" eram " mercenários agindo além da autoridade de seus líderes", que estavam fazendo "trabalho sujo" para os franceses . Paul afirma que as pessoas que agiram "selvagemmente" eram principalmente descendentes de europeus - não os Mi'kmaq.
Praticamente todos os historiadores concordam que durante as guerras de fronteira, recompensas foram colocadas no Mi'kmaq, com colonos que trouxeram escalpos sendo compensados financeiramente por isso. Em contraste com esses estudiosos, no entanto, Paul afirma que os líderes Mi'kmaq não empregaram tais táticas contra os colonos em defesa de suas terras tradicionais. Ele afirma que o renegado Mi'kmaq que participou de tais "crimes" eram " mercenários agindo além da autoridade de seus líderes", que estavam fazendo "trabalho sujo" para os franceses . Paul afirma que as pessoas que agiram "selvagemmente" eram principalmente descendentes de europeus - não os Mi'kmaq.
Além de desafiar a afirmação de Paul de que a liderança Mi'kmaq não usou a prática de guerra padrão do período, os historiadores também discordaram de Paul rotular as guerras da fronteira Mi'kmaq como um " genocídio " dos Mi'kmaq. O historiador pós-colonial John G. Reid afirma: "Acredito que (genocídio) é essencialmente um termo do século 20 e não tenho certeza de que seja a melhor maneira de entender as realidades do século 18. . . O que aconteceu no século XVIII é um processo de expansão imperial às vezes implacável, que custou vidas…. Mas, para mim, você não pode simplesmente transferir conceitos entre séculos." Kyle Matthews, pesquisador principal do Montreal Institute For Genocide and Human Rights Studies, afirma: "A palavra 'genocídio' é hoje usada por qualquer pessoa, a qualquer momento - algumas pessoas a usam para chamar a atenção da mídia ou para apoiar uma causa". ele disse. "Eu acho que é um problema real."
Em resposta a esses desafios ao seu trabalho, Paul escreve que a maioria das objeções ao seu trabalho vem de ' caucasianos ' e que "[é] compreensível que eles tentem minimizar os horrores que seus ancestrais cometeram". Paul também afirma que seu trabalho é amplamente responsável pela remoção dos nomes de figuras coloniais dos marcos da Nova Escócia que estiveram envolvidos na guerra de fronteira contra os Mi'kmaq. Em We Were Not..., ele menciona sua participação em uma campanha bem-sucedida de 1998 para mudar o nome de uma rodovia da Nova Escócia que recebeu o nome do New England Ranger John Gorham . Os esforços de Paul também levaram à remoção do nome "Cornwallis" de uma escola secundária em Halifax, Nova Escócia. Ele também defendeu a remoção da estátua de Edward Cornwallis em Halifax.
Enquanto aplaudem os pontos fortes do trabalho de Paul, outros lamentam que Paul continue a tradição perpetuada pelos historiadores canadenses de minimizar certas ações da milícia Mi'kmaq durante sua resistência contra a colonização européia. Muitos alegaram que Paul omite muitos relatos dos Mi'kmaq usando táticas padrão de guerra usadas durante o período colonial (como matar civis) e rotula os guerreiros Mi'kmaq que o fizeram como " mercenários " e " criminosos ". Reid observa que o trabalho de Paul "sem dúvida viajou mais longe no caminho da história engajada e até mesmo da história participante do que muitos outros historiadores se sentiriam confortáveis em ir..."

## We Were Not the Savages
No livro de Paulo, ele aborda inúmeras questões. Uma delas é a validade do Tratado de 1752 e a importância de Jean-Baptiste Cope na história marítima das Américas .

### Tratado de 1752
Paul elogiou o chefe Jean-Baptiste Cope por negociar o Tratado de Paz e Amizade de novembro de 1752 com a Coroa, "em uma tentativa desesperada de evitar a aniquilação completa de seu povo". De acordo com o historiador William Wicken, a única evidência escrita conectando Cope com o tratado é sua assinatura do tratado em nome de noventa Mi'kmaq em Shubenacadie.  Além disso, esses historiadores sugerem que nenhum outro líder mi'kmaq endossaria o tratado e que o próprio Cope o rasgou seis meses após a ratificação do tratado. A Coroa não renunciou formalmente ao Tratado até 1756.
Apesar do destino de curto prazo do tratado de paz de 1752 com as hostilidades continuando logo depois, alguns nova-escoceses continuam a celebrar a assinatura do mesmo anualmente no Dia do Tratado. Como Paul também observa, em 1985, a Suprema Corte do Canadá finalmente afirmou e reconheceu sua validade Nesse caso, os promotores da Coroa argumentaram que Cope havia violado o tratado, o que, por sua vez, o tornou nulo e sem efeito. . Paul afirma, em contraste, que foi a Coroa quem violou o tratado - não o Mi'kmaq. Em seu livro, Paul cita in extenso um diário escrito sob juramento pela testemunha ocular Anthony Casteel sobre a retomada das hostilidades na primavera seguinte, e conclui observando: "[n]a década de 1980, descendentes dos [colonos europeus], (ou seja, a Coroa ) tentou anular o Tratado de 1752 nos tribunais alegando que o chefe Jean Baptiste Cope havia violado os termos do tratado durante o incidente de Casteel . Mas eles convenientemente ignoraram os fatos de que [a Coroa], por sua recusa em processar dois assassinos [envolvidos no ataque em Mocodome ], [estavam] em clara violação do tratado e que o chefe Cope teve muito pouco envolvimento no [Casteel ] caso."